# Усть-Хмельовка
Усть-Хмельо́вка (рос. Усть-Хмелёвка) — присілок у складі Сосьвинського міського округу Свердловської області.
Населення — 38 осіб (2010, 55 у 2002).
Національний склад населення станом на 2002 рік: росіяни — 98 %.